# 曾超
曾超（1993年1月23日—），中国足球运动员，司职边锋，現效力广东广州豹。

## 俱乐部生涯
2005年，曾超与刘彬彬一起在鲁能泰山足球学校开始自己的足球生涯。2011-2012年，曾超为中乙球队山东青年效力。 2014年，曾超转会至中超球队广州富力。2014年7月，曾超被租借至中甲球队广东日之泉，在半赛季的租借期中出场14次攻入2球。 2015年夏季轉會窗，曾超提拔上一隊。2016年4月23日主场对阵江苏苏宁的比赛中，曾超在第80分钟换下唐淼，完成了自己的中超首秀。替补登场2分钟后，曾超即攻入一球。